# Regering-Loutsch
De Regering-Loutsch was van 6 november 1915 tot 24 februari 1916 aan de macht in het Groothertogdom Luxemburg.

## Samenstelling
| Persoon | Persoon           | Ambt                                                                   | Partij                    |
| ------- | ----------------- | ---------------------------------------------------------------------- | ------------------------- |
|         | Hubert Loutsch    | President van de Regering en directeur-generaal van Buitenlandse Zaken | partijloos (conservatief) |
|         | Guillaume Soisson | directeur-generaal van Openbare Werken en Landbouw                     | PD                        |
|         | Edmond Reiffers   | directeur-generaal van Onderwijs                                       | PD                        |
|         | Jean-Baptiste Sax | directeur-generaal van Justitie en Binnenlandse Zaken                  | PD                        |